# Espèce disparue
Ne doit pas être confondu avec Taxon fossile ou Espèce fossile.

Symbole « espèce disparue » de la liste rouge de l'UICN.

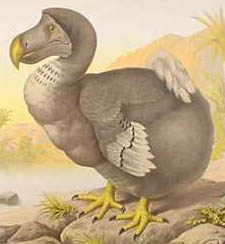
Le Dodo, éteint vers 1680 ; symbole des espèces exterminées par l'Homme.

En biologie et en écologie, une espèce disparue est une espèce réputée n'avoir plus aucun représentant vivant, ni dans la nature, ni en captivité. La date de l'extinction est celle de la mort du dernier individu connu de l'espèce.
Si les techniques de conservation de tissus ou de gamètes se perfectionnent, le clonage et les manipulations génétiques permettront peut-être de dupliquer le dernier individu connu d'une espèce (ou quelques individus), mais non de retrouver la diversité génétique de l'espèce, et sans garantie que l'espèce puisse survivre dans la nature (par exemple si son pollinisateur spécialisé ou son habitat ont également disparu). En ce sens, les termes courants de désextinction ou de résurrection (d'une espèce éteinte) sont impropres.
Depuis 1963, la liste rouge de l'UICN dresse la liste des espèces menacées ou disparues. En 1988, toutes les espèces connues d'oiseaux avaient été évaluées par l'UICN ainsi qu'en 1996, l'état de conservation de toutes les espèces de mammifères.
Parmi les 5 205 espèces décrites dans l'édition de 1996, 25 % des mammifères et 11 % des oiseaux étaient classés comme menacés. En 2006, l'UICN considère qu'une espèce de mammifères sur quatre, une espèce d'oiseaux sur huit et un tiers des amphibiens sont menacés. Au XXIe siècle, on estime qu'une espèce animale ou végétale disparaît toutes les dix-sept minutes.

## Situation actuelle

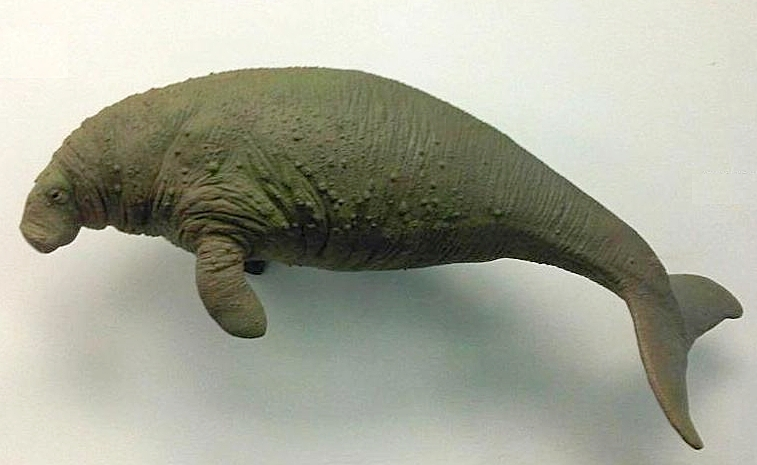
La Rhytine de Steller, un sirénien disparu.

Les paléontologues estiment qu’en temps normal, et à échelle géologique, la grande majorité des espèces « durent » de 1 à 10 millions d’années (5 millions en moyenne), avant soit de disparaître, soit de se modifier au point que l’on doive parler de nouvelles espèces.
La Terre a connu cinq extinctions majeures induites par des catastrophes géoclimatiques, la dernière étant celle qui a connu la disparition des grands dinosaures (une seule famille de ce groupe a survécu : les oiseaux).
Un nombre croissant de scientifiques et d’ONG craignent que l’humanité soit en train de provoquer une sixième extinction de masse, avec un rythme d’extinction qui semble encore plus rapide que lors des grandes crises naturelles précédentes.
À titre d’exemple en « rythme normal », une espèce d’oiseau devrait disparaître par siècle, or c’est presque une espèce d’oiseau par an, cent fois plus, qui disparaît depuis le XXe siècle. Au début du XXIe siècle, cinq espèces de plantes vasculaires disparaissent chaque jour (une tous les deux ans, rien que pour la Picardie dans le nord de la France (source : Conservatoire botanique de Bailleul), contre une tous les 25 ans dans le monde en temps normal.
Plus de 260 vertébrés auraient récemment disparu (au XXe siècle), alors que pour un nombre estimé à 50 000 espèces de vertébrés, c’est une disparition par siècle qui devrait se produire. L’estimation des disparitions actuelles est probablement sous-estimée, en raison d’un grand nombre de petits invertébrés inconnus ou non suivis.

## Conservation des spécimens disparue naturalisés dans les musées

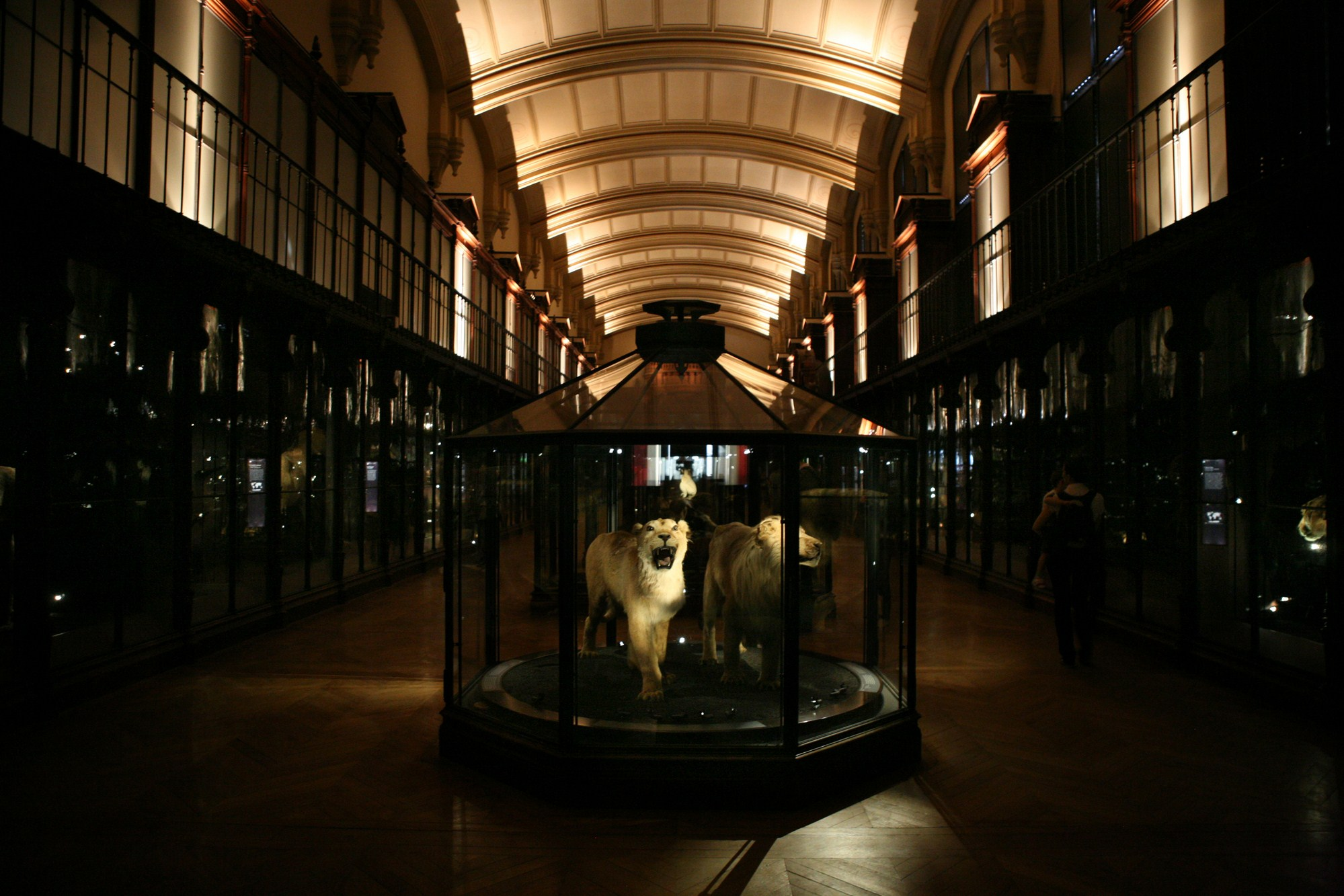
La galerie des espèces menacées et disparues du Muséum national d'histoire naturelle de Paris.

La conservation des spécimens animaux disparue naturalisés dans les musées constitue une ressource précieuse pour la connaissance et l’étude des espèces disparues. Ces collections, souvent constituées de spécimens collectés avant l’extinction d’une espèce, permettent de documenter la diversité passée et d’offrir un support à la recherche scientifique tout en sensibilisant le public aux enjeux de la biodiversité.

### Rôle et intérêt scientifique
Les spécimens naturalisés jouent un rôle scientifique fondamental : ils servent à l’étude morphologique, anatomique, génétique et taxonomique des espèces disparues. Leur conservation permet aussi la reconstitution des données écologiques et historiques, ainsi que l’analyse des causes de l’extinction. Ils sont également utilisés dans des expositions muséales, permettant une sensibilisation du public aux enjeux de conservation.
Les grands musées d’histoire naturelle comme la salle des espèces menacées et disparues du muséum national d'histoire naturelle de paris conservent des spécimens emblématiques d’espèces disparues, le thylacine (Thylacinus cynocephalus) ou le pigeon migrateur (Ectopistes migratorius), qui servent de références scientifiques et de supports pédagogiques pour le public et la recherche.

## Données relatives

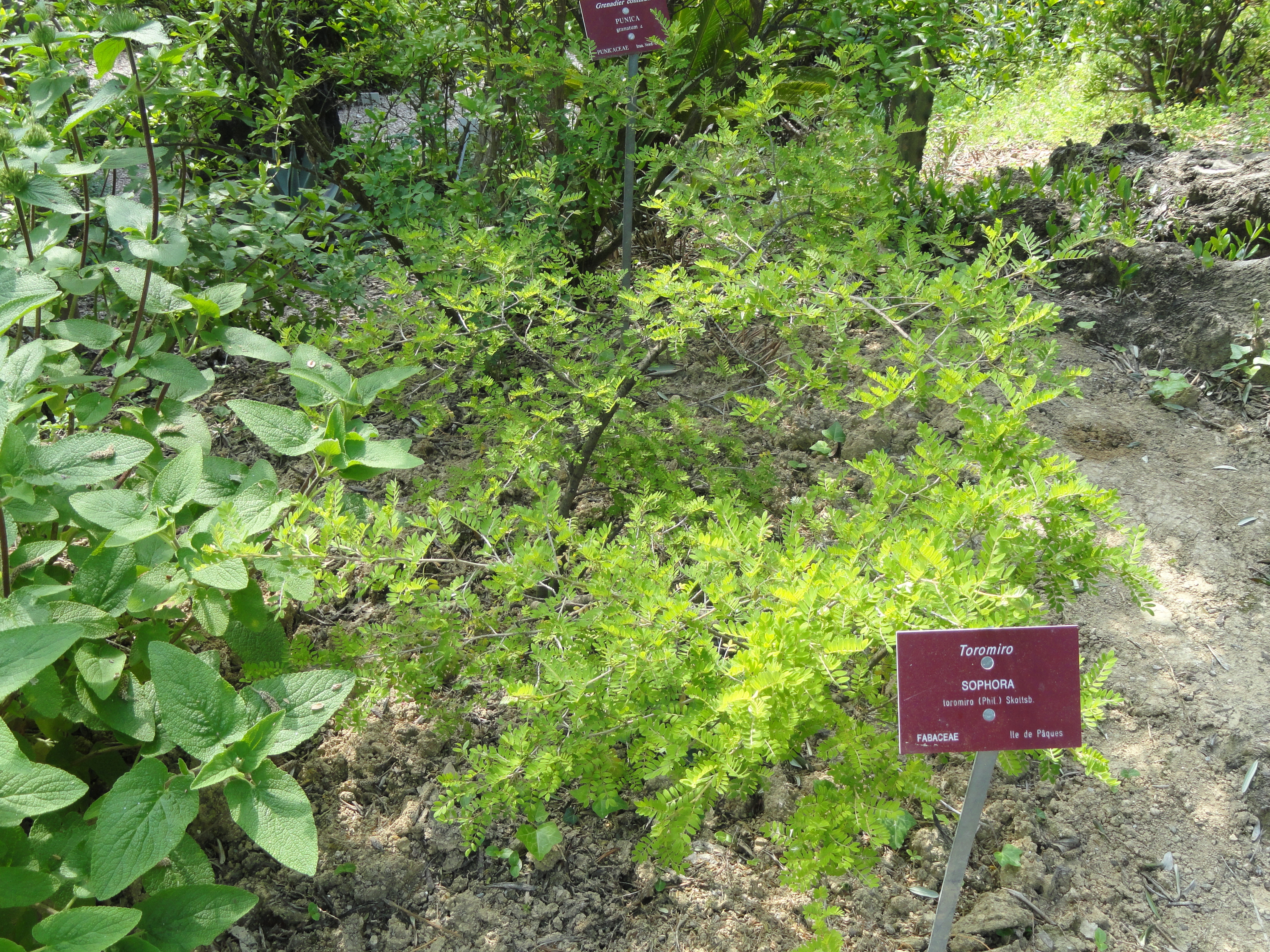
Un pied de Sophora toromiro du Muséum national d'histoire naturelle français, espèce disparue de son milieu naturel, et qui y a été réintroduite.

Pour les espèces récemment disparues (totalement, ou seulement dans leur milieu d’origine en cas de survie en captivité), et notamment dans les régions reculées ou peu prospectées par les biologistes, la notion de « disparu » est à considérer comme une probabilité élevée. Cela est rare, mais il arrive parfois que l’on retrouve un ou quelques individus d’une espèce que l’on croyait disparue : ainsi une tortue aquatique, Rafetus swinhoei pouvant atteindre 1 m de long pour 140 kg, que l’on considérait comme éteinte dans la nature (seuls trois individus étaient connus en captivité) a récemment été observée à l’état sauvage sur les rives d’un lac du nord du Vietnam. Cette espèce reste bien sûr classée comme la plus menacée au monde parmi les tortues d’eau douce.

## Peut-on et doit-on remplacer certaines espèces disparues?

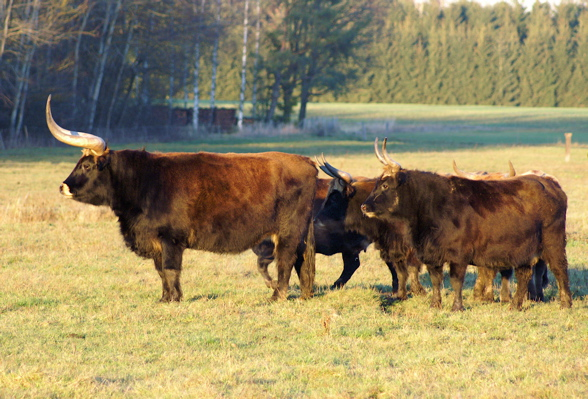
Mâle et femelle d'aurochs reconstitués : une initiative contestée, mais attractive.

C’est une question scientifique à la fois éthique et pratique, qui ne fait pas l’objet de consensus, mais qui est étudiée. Sur le plan éthique, laisser faire des pratiques prédatrices et des gouvernances à courte vue, c'est nier non seulement le droit des autres espèces à exister, mais aussi le droit des générations humaines futures à bénéficier des mêmes ressources et « services-rendus par la biosphère » que les générations actuelles. Sur le plan pratique, certaines espèces « récemment » disparues (grands herbivores, grands carnivores) jouaient en effet des rôles fonctionnels et écopaysagers qui ne peuvent être remplacés par l’homme ou d’autres animaux plus petits.
Certaines, comme le Sophora toromiro de l’île de Pâques, y ont été réintroduits à partir de graines et plants conservés dans les carpothèques et jardins botaniques du monde.
Des scientifiques étudient si d’autres espèces proches et adaptées aux mêmes milieux et climats pourraient les « remplacer ». Ils envisagent des expérimentations (en milieu confiné) par exemple d’introduction du lion ou de l’éléphant africain en Amérique du Nord pour respectivement « remplacer » le lion des cavernes et les espèces de mammouths qui n’ont pas survécu à l’occupation préhistorique.